# Półpłaszczyzna
Półpłaszczyzna – każda z dwóch części płaszczyzny, na jakie dzieli ją leżąca na niej prosta, wraz z tą prostą. Prosta ta jest wspólnym brzegiem wspomnianych półpłaszczyzn.